# 浪漫關係

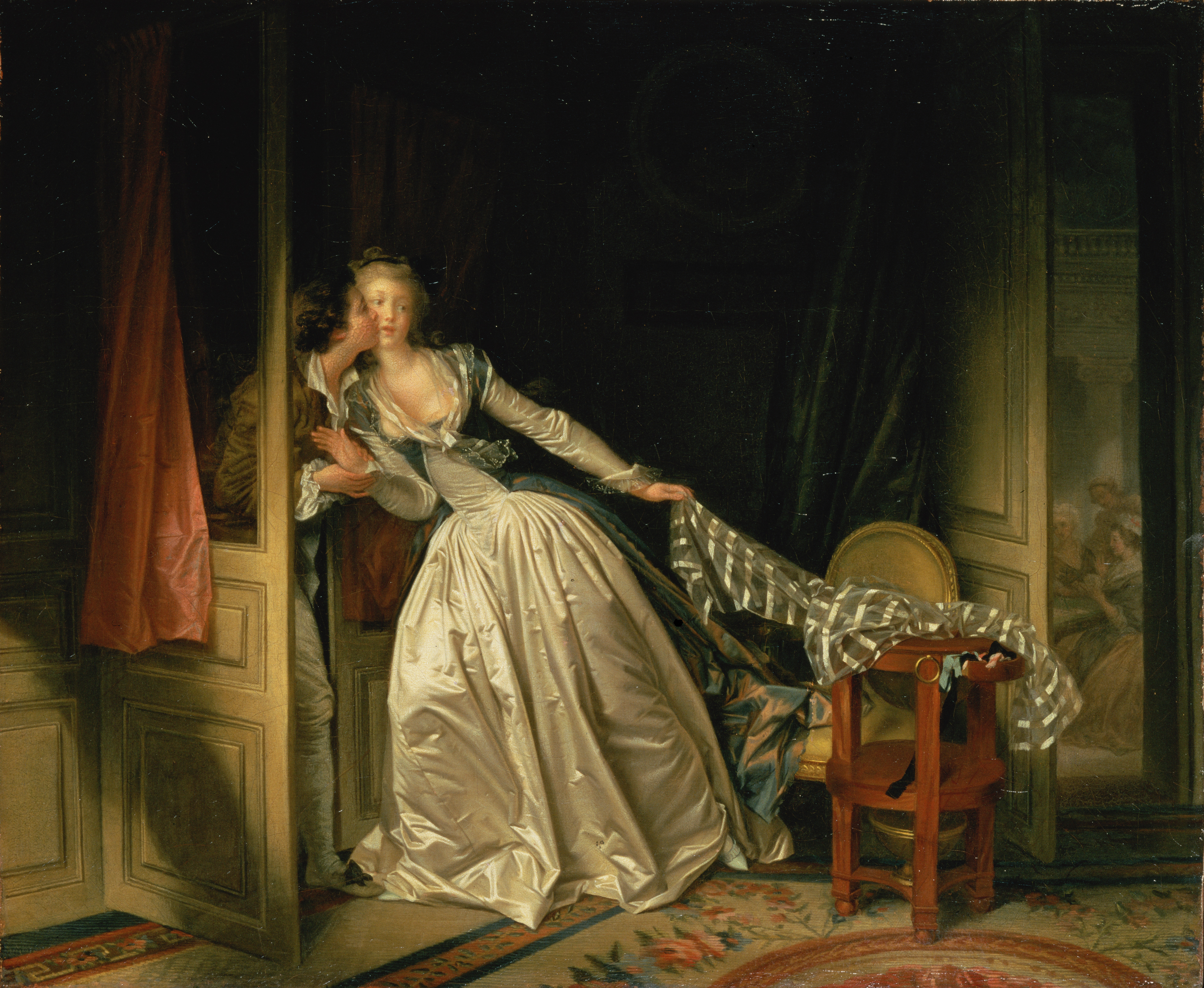
让-奥诺雷·弗拉戈纳尔的作品《被偷的吻》（1786）

浪漫、多情是一种对另一个人具備爱或情感上的强烈吸引而產生的強烈、愉快的感覺和一个人为了表达这些整体感觉和最终的情感而采取的求爱行为。《威利·布莱克威尔家庭研究百科全书》(The Wiley Blackwell Encyclopedia of Family Studies)写道:“浪漫的爱情，建立在相互吸引的模式和两个人之间的联系之上，这种联系将他们作为一对夫妇结合在一起，为推翻由此产生的家庭和婚姻模式创造了条件。”
这种感觉通常伴隨著性吸引力。它是愛慾，而不是聖愛、友愛、親愛。
在浪漫爱情关系中，浪漫通常表現出強烈的浪漫之爱，或者说是一个人内心深处与另一个人建立亲密或浪漫联系的情感上的强烈渴望。历史上，“浪漫”一词来源于骑士文学中的出现的中世纪理想的骑士精神。
人类天生倾向于在社会交往中，通过言语交流或非言语动作建立起彼此的联系。